# 32º Reggimento carri
Il 32º Reggimento carri è un'unità appartenente alla Specialità Carristi dell'Esercito Italiano, oggi inserita nell'Arma di Cavalleria. È inquadrato nella 132ª Brigata corazzata "Ariete".

## Storia
La storia del 32º Reggimento carri iniziò il 1º settembre 1936 con la creazione del 2º Reggimento fanteria carristi; il 1º dicembre del 1938 rinominato 32º Reggimento fanteria carrista, allora alle dipendenze della 2ª Brigata corazzata, che l'anno successivo diverrà la 132ª Divisione corazzata "Ariete".
Durante la seconda guerra mondiale il Reggimento operò in Africa settentrionale fino all'aprile 1942, prima di essere trasferito in Sardegna dove rimase fino al suo scioglimento avvenuto il 31 agosto 1944.
Il 32º Reggimento carri propriamente detto nacque il 1º marzo 1964, diventando 32ª Brigata corazzata "Mameli" il 1º ottobre 1975. I tre battaglioni del reggimento diventano rispettivamente:
- III Battaglione carri → 3º Battaglione carri "M.O. Galas" (assegnata la bandiera di guerra del 32º Reggimento carri)
- V Battaglione carri → 5º Battaglione carri "M.O. Chiamenti" (concessa la bandiera di guerra)
- XXIII Battaglione bersaglieri → 23º Battaglione bersaglieri "Castel di Borgo" (assegnata la bandiera di guerra del 12º Reggimento) bersaglieri)

Il personale di entrambi i battaglioni servì poi, il 26 agosto 1992, per ricostituire il 32º reggimento carri attualmente parte della 132ª Brigata corazzata "Ariete".

## Le origini e la seconda guerra mondiale
Il 32º reggimento carri fu costituito il 1º dicembre 1938 per trasformazione del 2º Reggimento fanteria carrista con sede a Verona. Il 1º febbraio 1939 entrava a far parte della 132ª Divisione corazzata "Ariete".
L'11 giugno 1940 allo scoppio della seconda guerra mondiale, il reggimento, dislocato inizialmente nel Veneto si trasferì con l'Ariete alla frontiera occidentale passando alle dipendenze dell'Armata del Po. La lotta su quel fronte fu breve e non consentì l'impiego della Divisione destinata successivamente a compiti ben più impegnativi in Africa settentrionale.
Contro un nemico potentemente armato ed esperto, il 32º reggimento carri si accingeva a scrivere la sua epopea. Alcuni suoi battaglioni, inviati in Africa settentrionale furono impegnati nel corso della prima controffensiva inglese. Il III e il V battaglione M13/40, inquadrati nella Brigata corazzata speciale "Babini", dal nome del generale Babini, parteciparono alle battaglie di Bardia, Mechili e Beda Fomm. 
Affluito integralmente, il 24 gennaio 1941, con l'Ariete, partecipò alle operazioni in Africa settentrionale con il I, II e III battaglione carri L3 e il VII battaglione carri M13/40, facendone parte dal marzo al dicembre del 1941, alla riconquista della Cirenaica e al primo assedio di Tobruch. Ceduto il VII battaglione carri M13/40 al neo costituito 132º reggimento carri, l'8 gennaio 1942 fu deciso lo scioglimento del reggimento e il rientro della bandiera di combattimento che avvenne nel febbraio dello stesso.
Nel maggio 1942 il reggimento si ricostituì sotto la guida del tenente colonnello Calvi e nel settembre dello stesso anno fu dislocato nella zona di Sanluri (Sardegna) passando a far parte delle truppe impegnate nella difesa dell'isola. Il ricostituito 32º reggimento carri era formato dal XVI battaglione carri "M", dal I battaglione carri "SOMUA", dal I battaglione carri "L" e due compagnie motocorazzate.
Il 2 ottobre 1944 il reggimento fu nuovamente disciolto e la bandiera di guerra riposta al Vittoriano per essere custodita nel Sacrario dell'Altare della Patria.

## La ricostituzione e la guerra fredda
Il 1º marzo 1964 venne ricostituito il 32º reggimento carri che, dopo 20 anni dal suo scioglimento, rientrò a far parte dell'"Ariete" nelle cui file fu protagonista in Africa settentrionale di numerosi episodi valore. Fu un ritorno significativo, che rappresentò anche un riconoscimento per la memoria dei Caduti dell'unità e per i superstiti che ne avevano serbato, nel cuore, geloso ricordo.
I due battaglioni carri del reggimento assunsero la denominazione di III e V, a ricordo e onori del III battaglione carri M.13/40 e del V battaglione carri M.13/40 per le cui gesta la Bandiera del 32º fu decorata di una Medaglia d'oro e di una Medaglia d'argento al valor militare. A essi venne affiancato un battaglione bersaglieri, il XXIII, che aveva meritato due Medaglie d'argento e una di bronzo al valor militare.
Il 30 settembre 1975, nel quadro del processo di ristrutturazione della Forza armata, il 32º reggimento venne sciolto dando origine alla 32ª Brigata corazzata "Mameli", la Bandiera e le tradizioni del reggimento vengono ereditate dal 3º Battaglione carri M.O. "Galas", rimasto in vita con il 5º Battaglione carri "M.O. Chiamenti" ed entrambi assegnati alla 32ª Brigata corazzata "Mameli" della Divisione corazzata "Ariete".
A seguito del sisma del 6 maggio 1976 il 3º battaglione carri interviene a soccorso della popolazione friulana e per questo la Bandiera viene decorata di medaglia d'argento al valore dell'esercito.
Il 10 aprile 1991, a seguito dello scioglimento della Brigata, i Reparti in essa inquadrati passarono alle dipendenze della 132ª Brigata corazzata "Ariete" e il 26 agosto 1992, a seguito della nuova ristrutturazione, che ripristinava il livello reggimentale, sulla base e con il personale del 3º Battaglione carri M.O. "Galas" e con il concorso del 5º Battaglione carri "M.O. Chiamenti", venne ricostituito il 32º reggimento carri, inquadrato nella 132ª Brigata corazzata "Ariete".
Il reggimento ha la sua pedina operativa nel 3º Battaglione carri "M.O. Galas" su cinque compagnie carri M60, due delle quali, la 4ª Compagnia "Tobruk" e la 5ª Compagnia "Ghemines", ereditate dal disciolto 5º battaglione carri "M.O. Chiamenti". Attualmente il battaglione la 4ª e la 5ª compagnia sono state poste in posizione "quadro", e il battaglione è strutturato su tre compagnie.
Tra il 1993 e il 1994 il reggimento ha partecipato alla Missione IBIS in Somalia con i propri carri, che nel corso dell'operazione vennero coinvolti negli scontri della cosiddetta battaglia del pastificio; per questo avvenimento l'8 ottobre 1994 la Bandiera di Guerra del reggimento è stata decorata di Medaglia di Bronzo al Valore dell'Esercito.
Il 1º ottobre 1996 la Bandiera di Guerra del reggimento è stata decorata di Medaglia di Bronzo al Merito della Croce Rossa Italiana "In segno di viva, tangibile riconoscenza per il generoso contributo offerto alle Operazioni di soccorso sviluppata dall'unità in favore delle popolazioni colpite dall'alluvione del novembre 1994 in Piemonte".

## Le operazioni fuori area
Il reggimento è stato impiegato a più riprese in Operazioni fuori dai confini nazionali. Con il Comando di reggimento è stato impiegato, nel 2000, nel 2002 e nel 2003 nell'operazione "KFOR" operante in Kosovo, nel 2001 nell'esercitazione "Bright Star" in Egitto, nel 2012 il Comando reggimento è stato impiegato nell'Operazione "Leonte XII" in Libano e nel 2016-2017 nuovamente in Kosovo, costituendo, con il Comando e un'aliquota del Reggimento, il MNBG-W su base 32º reggimento carri, nell'Operazione "KFOR".
Per aliquote, nel 1995 nell'operazione "IFOR" operante in Bosnia; nel 1999 nell'Operazione "KFOR" operante in Kosovo nel 2004 un plotone carri Ariete, è stato impegnato in due periodi successivi nell'operazione Antica Babilonia in Iraq, così come una compagnia in configurazione leggera; nel 2004 il 3º battaglione carri è stato impegnato nell'operazione "Decisive Endeavour" in Kosovo; nel 2005, quattro plotoni, uno per ciascuna delle compagnie carri del reggimento sono stati impegnati nuovamente nell'operazione "Antica Babilonia" in Iraq, così come nel 2006 un altro plotone carri; nel 2009 con una compagnia di Force Protection nell'operazione "Leonte VII" in Libano, per due turni successivi.

## Le operazioni Sul territorio nazionale
Sul territorio nazionale il 32º reggimento carri ha partecipato all'operazione Vespri Siciliani a Termini Imerese dal 18 novembre 1995 al 18 gennaio 1997 e a Palermo dal 14 gennaio al 1º aprile del 1998; all'operazione "Domino" dal 18 dicembre 2004 al 31 marzo 2005 e all'operazione Strade sicure presso la Piazza di Milano dall'agosto 2008 al febbraio 2009, a Firenze nel 2010, nuovamente a Milano nel 2013, a Napoli e Caserta nel 2014 e ancora a Milano e Monza – Brianza nel 2015, durante Expo 2015 e, in seguito, a Roma nel 2023.

## Struttura del Reggimento
- Comando di reggimento
- Compagnia comando e supporto logistico "Balbia"
- III Battaglione carri "M.O. Galas"
  - 1ª Compagnia "Leoni di Bardia"
  - 2ª Compagnia "El Mechili"
  - 3ª Compagnia "Beda Fomm"
  - 4ª Compagnia "Tobruk" (sciolta)
  - 5ª Compagnia "Ghemines" (sciolta)

## I Comandanti
2º reggimento fanteria carrista
1. Colonnello Roberto Olmi 				1936 - 1937
2. Colonnello Livio Negro 				1937- 1938

32º reggimento fanteria carrista
1. Colonnello Livio Negro				1938 - 1939
2. Colonnello Pietro Aresca				1939 - 1940
3. Colonnello Giovanni D'Antoni 		        	1940 - 1940
4. Colonnello Alvise Brunetti	                	1940 - 1941
5. Colonnello Ferdinando Ferrari			1941 - 1941
6. Tenente colonnello Amedeo D'Aniello di S.Irene	1941 - 1942
7. Colonnello Ercole Calvi				1942 - 1944

Dal 1944 al 1964 la Bandiera di Guerra è custodita al Vittoriano.	
32º reggimento fanteria carrista
1. Colonnello Luigi Fiore			1964 - 1966
2. Colonnello Giulio Tritonj			1966 - 1967
3. Colonnello Michele Girardi		        1967 - 1968
4. Colonnello Antonio Cacopardo			1968 - 1969
5. Colonnello Giuseppe Pachera			1969 - 1970
6. Colonnello Francesco Vitali 			1970 - 1971
7. Colonnello Luciano Tonelli			1971 - 1972
8. Colonnello Ennio Di Francesco			1972 - 1973
9. Colonnello Francesco Alberani			1973 - 1975
10. Colonnello Antonio Oliva			1975 - 1975

Dal 1975 al 1992 le tradizioni la Bandiera di Guerra sono custodite dal 3º battaglione carri "M.O. Galas", fino alla ricostituzione del reggimento nel 1992
32º reggimento carri
1. Colonnello Amedeo Vicinanza		1992 - 1995
2. Colonnello Mauro Moscatelli		1995 - 1998
3. Colonnello Gian Marco CHIARINI	1998 - 1999
4. Colonnello Fausto Baldisseri		1999 - 2000
5. Colonnello Alessandro Morello		2000 - 2002
6. Colonnello Vito Muscella 2002 - 2004
7. Colonnello Guglielmo Gustato		2004 - 2007
8. Colonnello Pierfranco Tria		2007 - 2009
9. Colonnello Angelo Morcella		2009 - 2011
10. Colonnello Ferdinando Frigo		2011 - 2013
11. Colonnello Nicola Gorgoglione		2013 - 2015
12. Colonnello Stefano Imperia		2015 - 2017
13. Colonnello Paolo Fanin 2017 - 2019
14. Colonnello Gian Luigi Radesco 2019 - 2021
15. Colonnello Paolo De Benedetto 2021 - 2022
16. Colonnello Luigi Valentini 2022 - 2023
17. Colonnello Federico Maddaluno In carica dal 16 giugno 2023

## Stemma araldico
Lo stemma del reggimento è stato concesso con DPR del 12 aprile 1965.
Come ornamenti esteriori appare, sullo scudo, una corona turrita d'oro, accompagnata sotto da nastri annodati nella corona, scendenti e svolazzanti in sbarra e in banda al lato dello scudo, rappresentativi delle ricompense al valor militare. Inoltre, sotto lo scudo su lista bifida d'oro, svolazzante, con la concavità rivolta verso l'alto, compare il motto "Ferrea mole ferreo cuore".»
Nella prima partizione sono inseriti su smalto d'argento (simbolo di gioventù) la
banda di rosso (simbolo del sangue versato) e la testa di ariete (a ricordo del nome assegnato alla grande unità nella quale ha operato il reggimento e che ne
sottolinea anche il travolgente impeto).
Nella seconda partizione figurano in alto l'arme di Verona, per il vincolo territoriale del 32º con la città ove si è costituito nel 1936; in basso l'arme di Pordenone per analogo vincolo territoriale con la città ove il 32º si è ricostituito nel dopoguerra. ll capo d'oro simboleggia la medaglia d'oro, massima ricompensa al valor militare meritata dal lll battaglione del reggimento in Africa Settentrionale, come evidenziato dal silfio di
Cirenaica e dalla stella riportati nel quartier franco.

## Decorazioni individuali
Sottotenente carrista Salvatore Moriconi
Sottotenente carrista Fulvio Jero
Sergente maggiore carrista Bruno Galas
Tenente colonnello carrista Alberto Andreani
Sottotenente carrista Leo Todeschini
Croce d'Argento al Merito dell'Esercito
D'IANNI Francesco Paolo (32º Reggimento carri). "Comandante di Compagnia carri, facente parte del contingente militare italiano "IBIS", impegnato nell'operazione umanitaria ONU di "PEACE KEEPING" in Somalia, si poneva da subito in luce per impegno, perizia e spirito di sacrificio; impegnato giorno e notte in attività di pattugliamento e scorta con costante entusiasmo e grande senso di responsabilità. Il giorno 2 luglio 1993, durante I'operazione "CANGURO 11" svolta nel quartiere di Heliwa di Mogadiscio, in occasione di un violento combattimento contro formazioni somale ribelli, accorreva a dar man forte ai reparti che si trovavano sotto il fuoco nemico. Con grande valentìa manovrava i suoi carri erogando un fuoco di copertura che permetteva alle forze amiche di sottrarsi alle insidie avversarie. Continuava la sua efficace azione fino al termine del combattimento garantendo la sicurezza del dispositivo nella fase finale del ripiegamento. Chiaro esempio di coraggio, determinazione ed elevate virtù militari". Mogadiscio (SOMALIA), 2 luglio 1993.